# 如果工作的話就覺得輸了
如果工作的話就覺得輸了是2004年開始在日本流傳的網路迷因。

## 起源
「如果工作的話就覺得輸了」这個迷因源于2004年9月的一則訪問——當中富士電視台的資訊節目《獨家新聞！》採訪了一名男性尼特族。播出之际，「尼特族」一語亦正參選網絡流行語大獎，並成為公眾關注的社會問題。
記者跟該名男性尼特族的对答如下：
記者：「這樣的生活你想維持多久？」

男性尼特族：「如果工作的話就覺得輸了。」

男性尼特族：「我覺得現在的自己是勝利的。」

## 網民反應

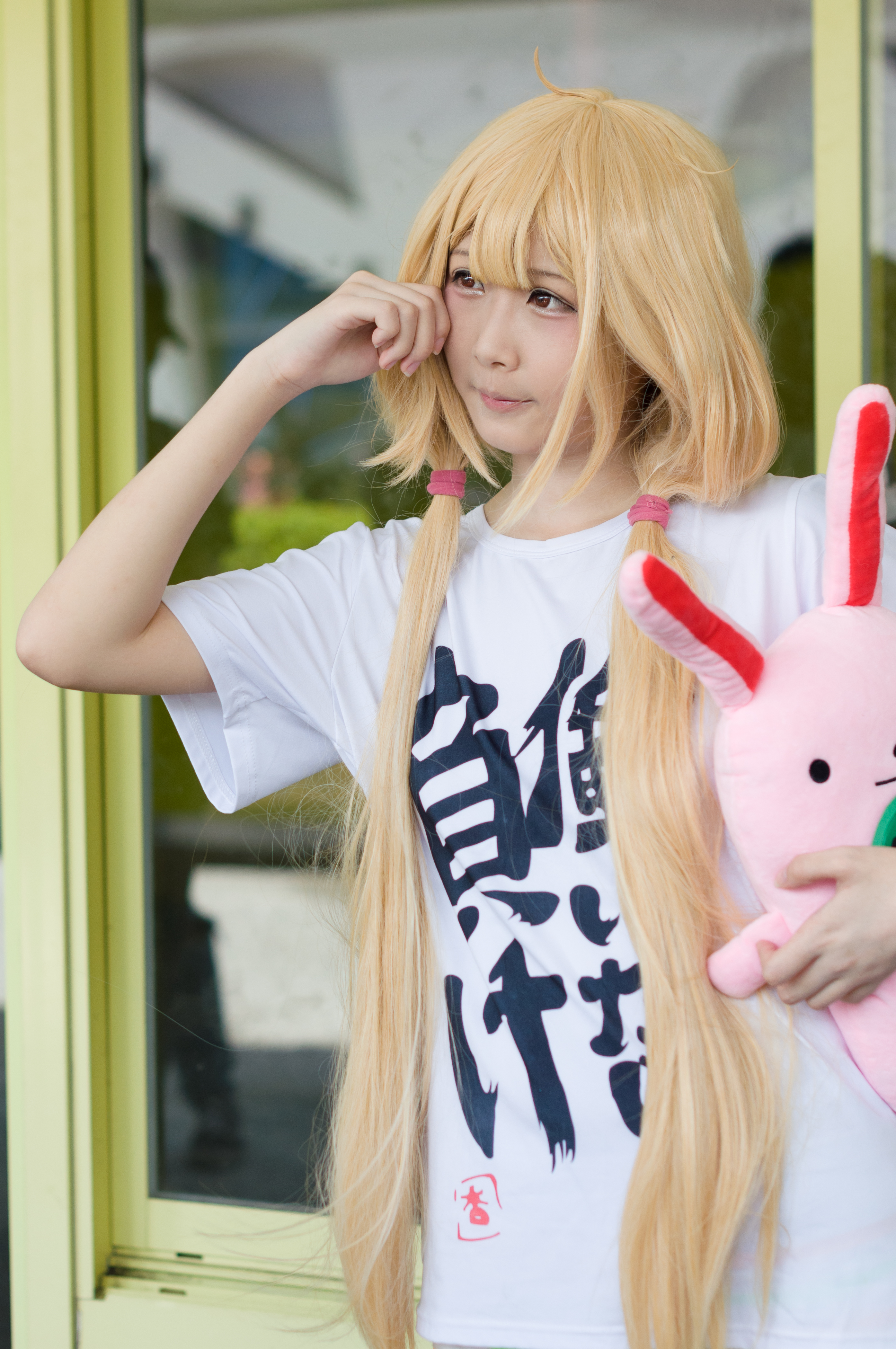
第30屆開拓動漫祭上身穿「工作就輸了」T裇的雙葉杏Cosplay

該名尼特族拒绝履行工作义务的态度在当时令不少人震惊。他接受採訪的畫面很快就被網民擷取下來，於網絡上瘋傳。對應的字符畫亦應運而生。在有關熱潮推動下，該名男子迅即成為尼特族的象徵，並於2channel上為人熟知。
尼特族在之後的日本社會成為更多人認識的族群，「工作就輸了」这句话也开始於互聯網上站稳脚跟。
該名男性尼特族的下落尽管引起了不少網民的兴趣，但一直沒有人掌握確實的消息，之後甚至有說法認為他已經死了，或已成為失蹤人口。2011年1月22日，他以「D-chan」的名義於Niconico直播上進行直播，分享自身的近況。在直播中，他表示自己已經30岁，正在找工作；因為自己没有电脑的關係，所以不太了解网上的热潮。他在直播中亦透露，自己在接受採訪時的那番說詞只是抄別人的。觀眾對他的出現感到失望，部分人更表示「這個傳說要是一直保有傳說的樣子就好了」。

## 影響
《旋風管家》在2007年1月推出了三千院凪的角色CD，當中三千院凪曾表示：「嗯。如果工作的話我就覺得輸了。」
電子遊戲《偶像大師 灰姑娘女孩》的角色雙葉杏會身穿寫有「工作就輸了」的T裇。
2017年，LINE的時任執行役員田端信太郎宣稱該名尼特族就是自己，此一宣稱雖得到池田勇人和山本一郎支持。但反對者認為他的外表和學歷都跟該名尼特族有着很大差異。2018年1月3日，田端撤回上述發言。